# Selagiaforma
Selagiaforma is een geslacht van vlinders van de familie snuitmotten (Pyralidae).

## Soorten
- S. sandrangatoella Roesler, 1982
- S. vercambrensis Guillermet, 2007